# Flèche wallonne 2011
Cet article traite uniquement de la compétition masculine. Pour les résultats de la compétition féminine, voir Flèche wallonne féminine.
La 75e édition de la Flèche wallonne  a lieu le mercredi 20 avril 2011. Il s'agit de la 11e épreuve de l'UCI World Tour 2011 et de la deuxième des trois classiques ardennaises, après l'Amstel Gold Race et avant Liège-Bastogne-Liège.
Comme il l'a fait trois jours plus tôt pour s'adjuger l'Amstel Gold Race, le Belge Philippe Gilbert (Omega Pharma-Lotto) attaque sur la montée finale - le Mur de Huy - et accélère progressivement à mesure que l'arrivée se rapproche, pour finalement creuser un écart de trois secondes sur ses poursuivants et remporter sa troisième classique en l'espace d'une semaine (il a également remporté la Flèche brabançonne). Il devient ainsi le premier coureur à gagner ces trois courses dans la même saison. Gilbert devient également le premier Belge à remporter la Flèche wallonne depuis Mario Aerts en 2002. La deuxième place revient comme c'était déjà le cas lors de l'Amstel Gold Race à l'Espagnol Joaquim Rodríguez (Team Katusha), tandis que Samuel Sánchez (Euskaltel-Euskadi) termine troisième à cinq secondes derrière Gilbert.
Avec cette nouvelle victoire, Philippe Gilbert prend la tête du classement World Tour au Suisse Fabian Cancellara et se place comme le favoris de Liège-Bastogne-Liège, dernière classique ardennaise qui manque à son palmarès.

## Présentation

### Participants

#### Équipes
25 équipes participent à cette édition : les 18 équipes ProTeams et 7 équipes continentales professionnelles.
| N.      | Code | Équipe             |
| ------- | ---- | ------------------ |
| 1-8     | BMC  | BMC Racing         |
| 11-18   | KAT  | Team Katusha       |
| 21-28   | SBS  | Saxo Bank-SunGard  |
| 31-38   | RSH  | Team RadioShack    |
| 41-48   | THR  | Team HTC-Highroad  |
| 51-58   | RAB  | Rabobank           |
| 61-68   | GRM  | Garmin-Cervélo     |
| 71-78   | LEO  | Team Leopard-Trek  |
| 81-88   | LAM  | Lampre-ISD         |
| 91-98   | MOV  | Movistar           |
| 101-108 | QST  | Quick Step         |
| 111-118 | SKY  | Team Sky           |
| 121-128 | OLO  | Omega Pharma-Lotto |

| N.      | Code | Équipe                       |
| ------- | ---- | ---------------------------- |
| 131-138 | LIQ  | Liquigas-Cannondale          |
| 141-148 | EUS  | Euskaltel-Euskadi            |
| 151-158 | ALM  | AG2R La Mondiale             |
| 161-168 | VCD  | Vacansoleil-DCM              |
| 171-178 | AST  | Astana                       |
| 181-188 | COF  | Cofidis                      |
| 191-198 | SKS  | Skil-Shimano                 |
| 201-208 | FDJ  | FDJ                          |
| 211-218 | LAN  | Landbouwkrediet              |
| 221-228 | SAU  | Saur-Sojasun                 |
| 231-238 | VWA  | Veranda's Willems-Accent     |
| 241-248 | TSV  | Topsport Vlaanderen-Mercator |

#### Favoris
Les favoris de cette édition 2011 sont les Espagnols Joaquim Rodríguez (Team Katusha), Alberto Contador (Saxo Bank-SunGard), Igor Antón (Euskaltel-Euskadi), les Luxembourgeois Andy et Fränk Schleck (Team Leopard-Trek) et le Belge Philippe Gilbert (Omega Pharma-Lotto).
Parmi les outsiders on citera les Italiens Danilo Di Luca (Team Katusha), Rinaldo Nocentini (AG2R La Mondiale), Damiano Cunego (Lampre-ISD), l'Espagnol Samuel Sánchez (Euskaltel-Euskadi), le Néerlandais Robert Gesink (Rabobank), l'Australien Simon Gerrans (Team Sky), le Russe Alexandr Kolobnev (Team Katusha), le Suédois Thomas Lövkvist (Team Sky), le Danois Jakob Fuglsang (Team Leopard-Trek), le Suisse Michael Albasini (Team HTC-Highroad) et enfin le Français John Gadret (AG2R La Mondiale).

### Parcours
Le parcours est célèbre pour ses nombreuses côtes :
| Kilomètre | Nom                     | Longueur (m) | Pente moyenne |
| --------- | ----------------------- | ------------ | ------------- |
| 70        | Mur de Huy              | 1300         | 9,3 %         |
| 109,5     | Côte de Peu d'Eau       | 2700         | 3,9 %         |
| 115       | Côte de Haut-Bois       | 1600         | 4,8 %         |
| 140,5     | Côte de Groynne         | 2000         | 3,5 %         |
| 146,5     | Côte de Bohissau        | 1300         | 7,6 %         |
| 149,5     | Côte de Bousalle        | 1700         | 4,9 %         |
| 160,5     | Côte d'Ahin             | 2300         | 6,5 %         |
| 171,5     | Mur de Huy (2e passage) | 1300         | 9,3 %         |
| 190       | Côte d'Ereffe           | 2100         | 5,9 %         |
| 201       | Mur de Huy (3e passage) | 1300         | 9,3 %         |

## Résumé de la course
Dès le deuxième kilomètre, l’échappée du jour se crée et se compose de quatre hommes : Preben Van Hecke (Topsport Vlaanderen), Matti Helminen (Landbouwkrediet), Maciej Paterski (Liquigas-Cannondale) et Maxime Vantomme (Team Katusha). Les trois premiers quarts de la course se résument à la maîtrise de l’écart par le peloton qui atteindra les 17 minutes. Malgré de nombreuses attaques, l'équipe Omega Pharma-Lotto, à 32 kilomètres de l'arrivée, lance la chasse pour Philippe Gilbert. Une dizaine de coureurs profitent du deuxième des trois franchissements du Mur de Huy pour sortir mais l'équipe belge contrôle la situation. Il reste alors un peu plus de quinze kilomètres et se profile la Côte d’Ereffe qui permet de provoquer une sélection tant au sein de l'échappée que dans les rangs du peloton. À huit kilomètres de l'arrivée, l'échappée est reprise. Le regroupement profite à Jérôme Pineau (Quick Step) qui s'échappe, rapidement rejoint par Marco Marcato (Vacansoleil-DCM). Les deux hommes sont repris à mi-pente du mur de Huy. Gilbert contrôle alors la course, observe ses rivaux puis s'en va seul vers la victoire.

## Classement final
|    | Coureur                    | Équipe             |    | Temps           | Points UCI |
| -- | -------------------------- | ------------------ | -- | --------------- | ---------- |
| 1  | Philippe Gilbert (BEL)     | Omega Pharma-Lotto | en | 4 h 54 min 57 s | 80         |
| 2  | Joaquim Rodríguez (ESP)    | Team Katusha       | +  | 3 s             | 60         |
| 3  | Samuel Sánchez (ESP)       | Euskaltel-Euskadi  |    | 5 s             | 50         |
| 4  | Alexandre Vinokourov (KAZ) | Astana             |    | 6 s             | 40         |
| 5  | Igor Antón (ESP)           | Euskaltel-Euskadi  |    | 6 s             | 30         |
| 6  | Jelle Vanendert (BEL)      | Omega Pharma-Lotto |    | 6 s             | 22         |
| 7  | Fränk Schleck (LUX)        | Team Leopard-Trek  |    | 6 s             | 14         |
| 8  | Daniel Moreno (ESP)        | Team Katusha       |    | 9 s             | 10         |
| 9  | Christophe Le Mével (FRA)  | Garmin-Cervélo     |    | 12 s            | 6          |
| 10 | Paul Martens (ALL)         | Rabobank           |    | 12 s            | 2          |